# Follow Me!
Follow Me! is een Britse filmkomedie uit 1972 onder regie van Carol Reed. De film werd destijds in Nederland uitgebracht onder de titel Belinda. Het scenario van de hand van Peter Shaffer is gebaseerd op diens toneelstuk The Public Eye uit 1962.

## Verhaal
Een Britse bankier huurt een privédetective in, omdat hij zijn vrouw Belinda verdenkt van overspel. Belinda heeft in de gaten dat ze wordt geschaduwd en ze leidt de man door Londen in een soort spelletje. De detective komt tot de slotsom dat Belinda niet genoeg aandacht krijgt van haar man en hij daagt de bankier uit om haar blij te maken.

## Rolverdeling
| Acteur             | Personage          |
| ------------------ | ------------------ |
| Mia Farrow         | Belinda            |
| Topol              | Julian Cristoforou |
| Michael Jayston    | Charles            |
| Margaret Rawlings  | Mevrouw Sidley     |
| Annette Crosbie    | Juffrouw Framer    |
| Dudley Foster      | Mijnheer Mayhew    |
| Michael Aldridge   | Philip Crouch      |
| Michael Barrington | Mijnheer Scrampton |
| Neil McCarthy      | Parkinson          |